# Nati nel 2002/Settembre
| Questa pagina contiene informazioni ricavate automaticamente dalle voci biografiche con l'ausilio del template Bio e di un bot. L'aggiornamento è periodico e automatico e ricostruisce completamente la pagina. Se manca una persona in questa lista, sei pregato di non aggiungerla, ma accertati piuttosto che la sua voce biografica contenga il template Bio e che i dati anagrafici siano correttamente compilati. Se il template Bio manca, inseriscilo tu stesso o, in alternativa, metti l'avviso {{tmp\|Bio}} che ne segnala la mancanza. Se i dati riportati sono sbagliati, correggi direttamente la voce biografica; le modifiche saranno visibili in questa lista entro pochi giorni. Per chiarimenti vedi il progetto biografie. La lista contiene solo le 197 persone che sono citate nell'enciclopedia e per le quali è stato implementato correttamente il template Bio. Pagina aggiornata al 10 ago 2025. |

- 1º settembre - Matheus Cadorini, calciatore brasiliano
- 1º settembre - Santiago Cartagena, calciatore uruguaiano
- 1º settembre - Matthieu Faugère, giocatore di football americano e allenatore di football americano svizzero
- 1º settembre - Matteo Iocchi Gratta, pallanuotista italiano
- 1º settembre - Adam Holm Jørgensen, ciclista su strada danese
- 1º settembre - Diane Parry, tennista francese
- 1º settembre - Heorhij Sudakov, calciatore ucraino
- 1º settembre - Embret Svestad-Bårdseng, ciclista su strada norvegese
- 1º settembre - Leonel Wamba, calciatore camerunese
- 1º settembre - Ella Wyllie, ciclista su strada e pistard neozelandese
- 1º settembre - Illja Zabarnyj, calciatore ucraino
- 2 settembre - Bradley Barcola, calciatore francese
- 2 settembre - Novatus Miroshi, calciatore tanzaniano
- 2 settembre - Emiliano Márquez, calciatore uruguaiano
- 2 settembre - Jacob Ondrejka, calciatore svedese
- 2 settembre - Luka Stankovski, calciatore macedone
- 2 settembre - Daniel Szelągowski, calciatore polacco
- 2 settembre - Elina Tzengko, giavellottista greca
- 3 settembre - Bill Antonio, calciatore zimbabwese
- 3 settembre - Tomás Castro, calciatore argentino
- 3 settembre - Nazar Chepurnyi, ginnasta ucraino
- 3 settembre - Fem van Empel, ciclocrossista, mountain biker e ciclista su strada olandese
- 3 settembre - Fabio Ferraro, calciatore belga
- 3 settembre - Vando Félix, calciatore guineense
- 3 settembre - Charlie Hawke, nuotatore australiano
- 3 settembre - Alejandro Piedrahita, calciatore colombiano
- 3 settembre - William Yan Thorley, nuotatore hongkonghese
- 3 settembre - Tuli Tuipulotu, giocatore di football americano statunitense
- 3 settembre - Matías Valenti, calciatore argentino
- 3 settembre - Iman Vellani, attrice canadese
- 3 settembre - Gabriel Veron, calciatore brasiliano
- 4 settembre - Kallum Cesay, calciatore inglese
- 4 settembre - Jawad El Jemili, calciatore spagnolo
- 4 settembre - Jaylin Noel, giocatore di football americano statunitense
- 4 settembre - Zaid Qunbar, calciatore palestinese
- 4 settembre - Simon Seidl, calciatore austriaco
- 4 settembre - Riley Thomas Stewart, attore statunitense
- 5 settembre - Javon Bullard, giocatore di football americano statunitense
- 5 settembre - Chan Shinichi, calciatore giapponese
- 5 settembre - Einár, rapper svedese († 2021)
- 5 settembre - Alexandros Lōlīs, calciatore greco
- 5 settembre - Alessandra Mele, cantante italiana
- 5 settembre - Alika Milova, cantante estone
- 5 settembre - Juan David Mosquera, calciatore colombiano
- 5 settembre - Andrea Pittorino, attore italiano
- 5 settembre - Andrij Ponomar, ciclista su strada ucraino
- 5 settembre - Cyrian Ravet, taekwondoka francese
- 5 settembre - Handal Roban, mezzofondista sanvincentino
- 5 settembre - Antoniu Roca, calciatore spagnolo
- 6 settembre - Asher Angel, attore e cantante statunitense
- 6 settembre - Leylah Fernandez, tennista canadese
- 6 settembre - Ignacio Galván, calciatore argentino
- 6 settembre - Gunnar Helm, giocatore di football americano statunitense
- 6 settembre - Cedric Johnson, giocatore di football americano statunitense
- 6 settembre - Irma Machinja, saltatrice con gli sci russa
- 6 settembre - Robbie Ouzts, giocatore di football americano statunitense
- 6 settembre - Nikola Stojanović, giocatore di football americano serbo
- 7 settembre - Bálint Katona, calciatore ungherese
- 7 settembre - Deniss Meļņiks, calciatore lettone
- 7 settembre - Laura Paris, ginnasta italiana
- 7 settembre - Adaam, rapper svedese
- 7 settembre - Vanderlan, calciatore brasiliano
- 8 settembre - Gaten Matarazzo, attore statunitense
- 8 settembre - Byron Murphy II, giocatore di football americano statunitense
- 8 settembre - Luka Sučić, calciatore croato
- 9 settembre - Rok Ažnoh, sciatore alpino sloveno
- 9 settembre - Kevin Parzajuk, calciatore paraguaiano
- 9 settembre - Timothée Pembélé, calciatore francese
- 9 settembre - Fran Pérez, calciatore spagnolo
- 9 settembre - Facundo Saravia, calciatore uruguaiano
- 9 settembre - Sergej Volkov, calciatore russo
- 9 settembre - Jhon Jhon, calciatore brasiliano
- 10 settembre - Moses Cobnan, calciatore nigeriano
- 10 settembre - Marija Vysočans'ka, ginnasta ucraina
- 11 settembre - Kacper Bieszczad, calciatore polacco
- 11 settembre - Javier Llabrés, calciatore spagnolo
- 11 settembre - Michele Manzi, rugbista a 15 italiano
- 11 settembre - Chiara Pogneaux, sciatrice alpina francese
- 11 settembre - Gustavo Silva de Oliveira, calciatore brasiliano
- 11 settembre - Martin Suchomel, calciatore ceco
- 11 settembre - Peyton Watson, cestista statunitense
- 12 settembre - Lorenzo Casali, ginnasta italiano
- 12 settembre - Carlos Andrés Gómez, calciatore colombiano
- 12 settembre - Chiara Pellacani, tuffatrice italiana
- 12 settembre - Rustam Soirov, calciatore tagiko
- 12 settembre - Filip Ugran, pilota automobilistico rumeno
- 13 settembre - Chiara Aurelia, attrice statunitense
- 13 settembre - Yan Maranhão, calciatore brasiliano
- 13 settembre - Lauren Eduarda Leal Costa, calciatrice brasiliana
- 13 settembre - Ana Karina Olaya, pallavolista colombiana
- 13 settembre - P. Iniyan, scacchista indiano
- 13 settembre - Jacen Russell-Rowe, calciatore canadese
- 14 settembre - Lohann Doucet, calciatore francese
- 14 settembre - Joe Hodge, calciatore irlandese
- 14 settembre - Dennis, cantautore italiano
- 14 settembre - Pape Matar Sarr, calciatore senegalese
- 15 settembre - Veronica Besana, ostacolista italiana
- 15 settembre - Ibane Bowat, calciatore scozzese
- 15 settembre - Medi Harris, nuotatrice britannica
- 15 settembre - Jordan Labrosse, ciclista su strada e ciclocrossista francese
- 15 settembre - Ayane Miyazaki, combinatista nordica giapponese
- 15 settembre - Damián Puebla, calciatore argentino
- 15 settembre - Lorenzo Sala, pallavolista italiano
- 16 settembre - Juan Ayuso, ciclista su strada spagnolo
- 16 settembre - Bruno Barja, calciatore uruguaiano
- 16 settembre - Kennedy Chandler, cestista statunitense
- 16 settembre - Millán Jiménez, cestista spagnolo
- 16 settembre - Fabian Messina, calciatore tedesco
- 16 settembre - Aivaras Mikutis, ciclista su strada e pistard lituano
- 16 settembre - Darja Semeņistaja, tennista lettone
- 17 settembre - Zinaida Kuprijanovič, cantante, attrice e conduttrice televisiva bielorussa
- 17 settembre - Èlina Avanesyan, tennista russa
- 17 settembre - ArrDee, rapper britannico
- 17 settembre - Jera Kompan, ex sciatrice alpina slovena
- 17 settembre - Linda Nwakalor, pallavolista italiana
- 17 settembre - Chau Smith-Wade, giocatore di football americano statunitense
- 18 settembre - Hugo Bueno, calciatore spagnolo
- 18 settembre - Amélie Klopfenstein, sciatrice alpina svizzera
- 18 settembre - Sergej Kozyrev, lottatore russo
- 18 settembre - Denys Kuzyk, calciatore ucraino
- 18 settembre - Idea Pieroni, altista italiana
- 18 settembre - Antonio Serravalle, pilota automobilistico canadese
- 18 settembre - Tyger Smalls, calciatore inglese
- 18 settembre - Lasse Wehmeyer, calciatore tedesco
- 19 settembre - Martina Armini, pallavolista italiana
- 19 settembre - Jon Karrikaburu, calciatore spagnolo
- 19 settembre - Ziyad Larkeche, calciatore francese
- 19 settembre - Iraklij Manelov, calciatore russo
- 19 settembre - Jona Niemiec, calciatore tedesco
- 19 settembre - Jason & Kristopher Simmons, attore statunitense
- 19 settembre - Nomcebo Zuma, regina sudafricana
- 20 settembre - Gabriel LaBelle, attore canadese
- 20 settembre - Yanis Massolin, calciatore francese
- 20 settembre - Aleksa Matić, calciatore serbo
- 20 settembre - Arkadiusz Pyrka, calciatore polacco
- 20 settembre - Johan Rojas, calciatore colombiano
- 20 settembre - Luca Szűcs, schermitrice ungherese
- 21 settembre - Leandro Brey, calciatore argentino
- 21 settembre - Håvard Bentdal Ingvaldsen, velocista norvegese
- 21 settembre - Anja Oplotnik, sciatrice alpina slovena
- 21 settembre - Ridwan Sanusi, calciatore nigeriano
- 21 settembre - Sandro Zurbrügg, sciatore alpino svizzero
- 22 settembre - Danielle Dorris, nuotatrice canadese
- 22 settembre - Lina Knific, ex sciatrice alpina slovena
- 22 settembre - Adamo Nagalo, calciatore ivoriano
- 22 settembre - Marija Pobeduškina, ginnasta russa
- 22 settembre - Justin Walley, giocatore di football americano statunitense
- 22 settembre - Kirill Ševčenko, scacchista ucraino
- 23 settembre - Tomáš Frühwald, calciatore slovacco
- 23 settembre - Thalia Loveira, ginnasta namibiana
- 23 settembre - Jessica Malsiner, saltatrice con gli sci italiana
- 23 settembre - Elizaveta Minaeva, nuotatrice artistica russa
- 23 settembre - Maleah Joi Moon, attrice statunitense
- 23 settembre - Ștefan Pănoiu, calciatore rumeno
- 23 settembre - Nohl Williams, giocatore di football americano statunitense
- 24 settembre - Jéssica Bouzas Maneiro, tennista spagnola
- 24 settembre - Noam Emeran, calciatore francese
- 24 settembre - Berenice Wicki, snowboarder svizzera
- 25 settembre - Alexander Aravena, calciatore cileno
- 25 settembre - Sergej Babkin, calciatore russo
- 25 settembre - Mateo Cáceres, calciatore argentino
- 25 settembre - Lune, cantante tedesca
- 25 settembre - Gela Hambese, mezzofondista etiope
- 25 settembre - Déron Payne, calciatore olandese
- 25 settembre - Anna Peplowski, nuotatrice statunitense
- 25 settembre - Jaden Springer, cestista statunitense
- 25 settembre - Filip Stevanović, calciatore serbo
- 25 settembre - Jayden Turfkruier, calciatore surinamese
- 25 settembre - Danilo Veiga, calciatore portoghese
- 25 settembre - Griffin Yow, calciatore statunitense
- 26 settembre - Margherita Mazzucco, attrice italiana
- 26 settembre - Jayden Nelson, calciatore canadese
- 27 settembre - Martim Costa, pallamanista portoghese
- 27 settembre - Badmómzjay, rapper tedesca
- 27 settembre - Kim Or Azulay, attrice e conduttrice televisiva israeliana
- 27 settembre - Jenna Ortega, attrice statunitense
- 27 settembre - Yusif İmanov, calciatore azero
- 28 settembre - Mykolas Alekna, discobolo lituano
- 28 settembre - Denis Karjagin, pallavolista bulgaro
- 28 settembre - Eduardo Kempf Schwade, calciatore brasiliano
- 28 settembre - Béni Makouana, calciatore congolese (Repubblica del Congo)
- 28 settembre - Shunsuke Mito, calciatore giapponese
- 28 settembre - Gaetano Oristanio, calciatore italiano
- 29 settembre - Finn Anderson, canoista neozelandese
- 29 settembre - Sōma Anzai, calciatore giapponese
- 29 settembre - Viktor Blizničenko, calciatore ucraino
- 29 settembre - Dragoș Iancu, calciatore rumeno
- 29 settembre - Kamren Kinchens, giocatore di football americano statunitense
- 29 settembre - Dylan Marcellini, sciatore freestyle statunitense
- 30 settembre - Mohammed Abbas, calciatore emiratino
- 30 settembre - Kool-Aid McKinstry, giocatore di football americano statunitense
- 30 settembre - Levi Miller, attore e modello australiano
- 30 settembre - Eszter Muhari, schermitrice ungherese
- 30 settembre - Emiliano Viveros, calciatore argentino
- 30 settembre - Tara Würth, tennista croata
- 30 settembre - Maddie Ziegler, attrice e ballerina statunitense
- 30 settembre - Beéle, cantante colombiano